# USS McLanahan (DD-615)
DD 615 McLanahan (корабль Соединённых Штатов Маклэнэхан) — американский эсминец типа Benson.
Заложен на верфи Bethlehem Steel, San Pedro 29 мая 1941 года. Спущен 7 сентября 1942 года, вступил в строй 19 декабря 1942 года.
Выведен в резерв 2 февраля 1946 года. Из состава ВМС США исключён 1 июля 1971 года.
Продан 12 июня 1974 года фирме «Andy Intl.» в Браунсвилль и разобран на слом.